# Hospital Dr. Gustavo Fricke
El Hospital Dr. Gustavo Fricke es un recinto hospitalario público de alta complejidad perteneciente al Servicio de Salud Viña del Mar-Quillota, ubicado en la ciudad de Viña del Mar, en la Región de Valparaíso, Chile. Es el establecimiento de mayor complejidad de su servicio de salud, además de ser centro de referencia nacional para trasplantes cardíacos y cirugía cardiovascular.

## Historia

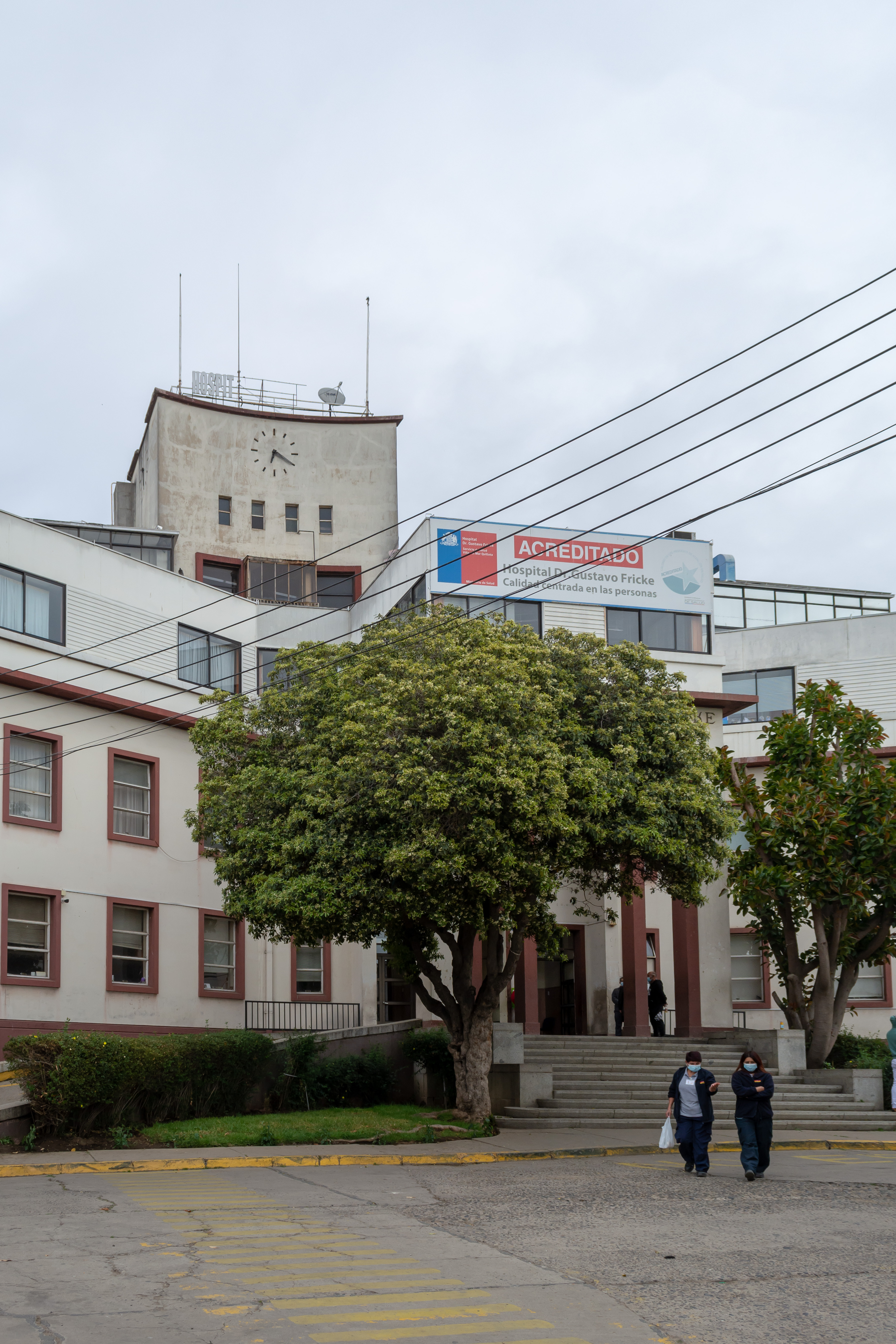
Edificio del hospital de 1954.

El 21 de julio de 1878 se creó el Hospicio de Viña del Mar, en terrenos donados por José Francisco Vergara, fundador de la ciudad. El hospicio adquirió el carácter de hospital, cuando se inauguró la enfermería con 24 camas en septiembre de 1879.
Para satisfacer las demandas de la población de la ciudad, comenzó la construcción de un nuevo edificio el 13 de octubre de 1940, trabajos que terminaron con la inauguración oficial el 18 de diciembre de 1954. El hospital adquirió el nombre del gestor de la construcción de las nuevas dependencias, Gustavo Fricke, el 2 de octubre de 1969.
En 1980, con la creación del Sistema Nacional de Servicios de Salud, se convirtió en el hospital base del Servicio de Salud Viña del Mar-Quillota, por lo que se crearon nuevos servicios clínicos y se ampliaron las dependencias para otorgarle carácter de hospital de alta complejidad.
El proyecto para un nuevo edificio del hospital fue aprobado en marzo de 2013, y su Etapa 1 comenzó una habilitación gradual de sus dependencias en abril de 2020, anticipado por la pandemia de COVID-19.